# Neulerchenfeld
Neulerchenfeld war bis Ende 1891 eine eigenständige Gemeinde und ist heute ein Stadtteil Wiens im 16. Wiener Gemeindebezirk Ottakring sowie eine der 89 Wiener Katastralgemeinden.

## Geographie

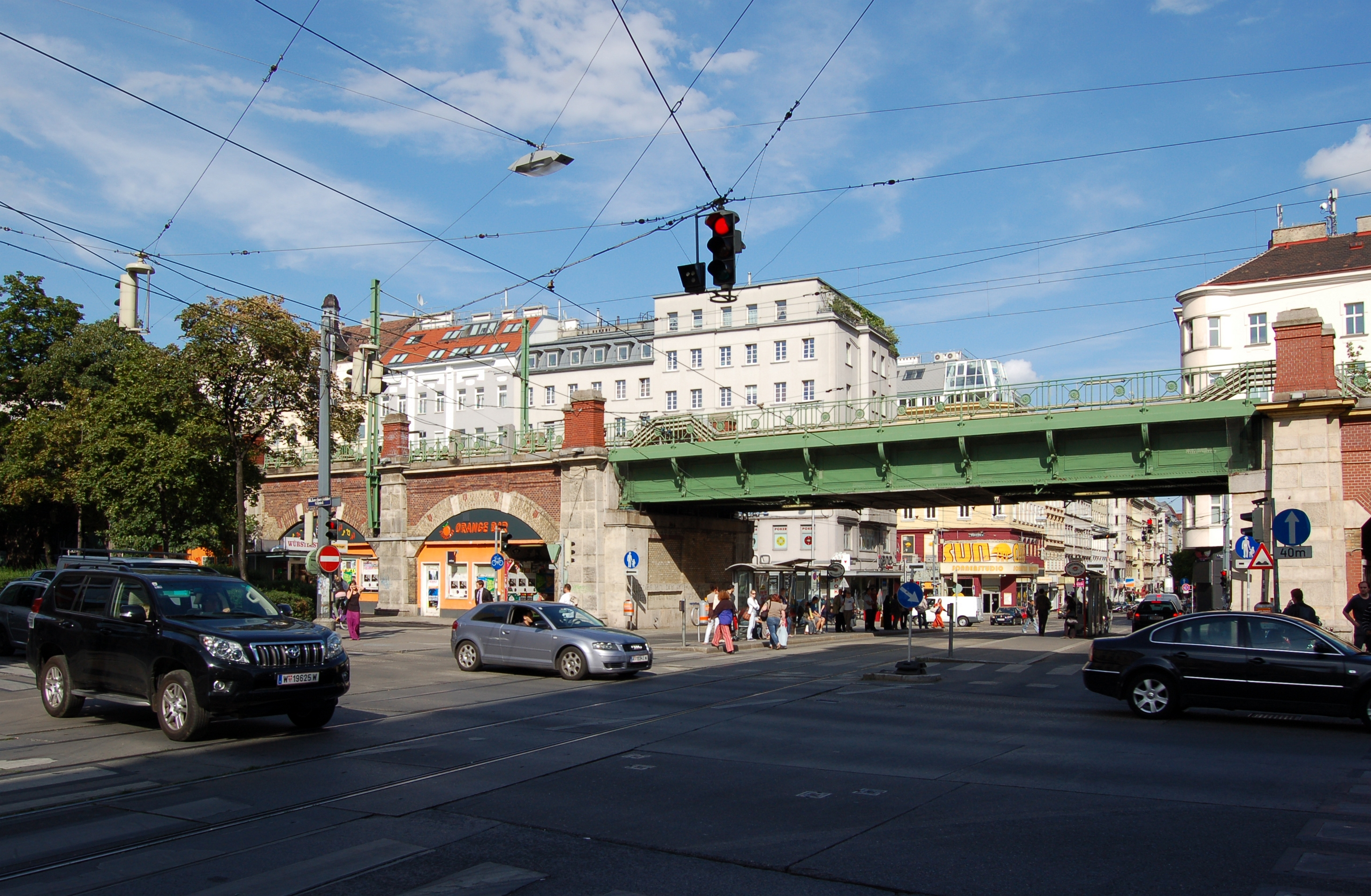
Lerchenfelder Gürtel

Neulerchenfeld liegt im Osten des Bezirksgebiets von Ottakring westlich des Lerchenfelder Gürtels. Die Katastralgemeinde nimmt eine Fläche von 60,15 ha ein. Die Grenze zum Bezirksteil Ottakring verläuft entlang der Friedmanngasse, der Haberlgasse, der Thaliastraße und der Habichergasse. Der gleichnamige, neun Zählsprengel umfassende Zählbezirk der amtlichen Statistik hat einen von einer Katastralgemeinde abweichenden Grenzverlauf.

## Namensgebung
Der Name Lerchenfeld wurde 1295 urkundlich genannt und bezeichnete ein Gebiet, das sich mit seinen Äckern, Weiden und einigen Weingärten auf Teilen des heutigen 7., 8. und 16. Bezirks erstreckte. Als 1704 der Linienwall als Befestigungsanlage der Vorstädte Wiens errichtet wurde, kam ein kleiner Teil des Lerchenfeldes außerhalb des Walls zu liegen. Als zentrumsfernerer Teil, der später besiedelt wurde als der zentrumsnähere, erhielt er um diese Zeit den Namen Neulerchenfeld.
1952 nannte Gerhard Bronner den ehemaligen Ort in seinem Kabarettlied Der g’schupfte Ferdl, das unter anderem von Helmut Qualtinger und Peter Alexander gesungen wurde: Ferdl macht sich schön, weil beim Thumser draußd in Neulerchenfeld / is Perfektion (Perfektion: die finale Stufe eines Tanzkurses). Das Lied, in dem Ferdl bei einer Saalrauferei den Kürzeren zieht, weil er sein Messer, wie erbeten, an der Garderobe abgegeben hat und seiner Tanzpartnerin Mizzi Vastapčik ihre Tasche, in der ein zweites Messer steckte, gestohlen wurde, erwies sich als sehr populär und wird bis heute gern gesungen bzw. gespielt. (Tanzlehrer namens Thumser waren im 16. und 17. Bezirk schon vor 1900 in Adolph Lehmanns Adressbuch zu finden; das Tanzinstitut Pauline Thumser im letzten Erscheinungsjahr, 1942, in der Neulerchenfelder Straße 14, dem ehemaligen Gasthaus "Zur blauen Flasche".)

## Geschichte

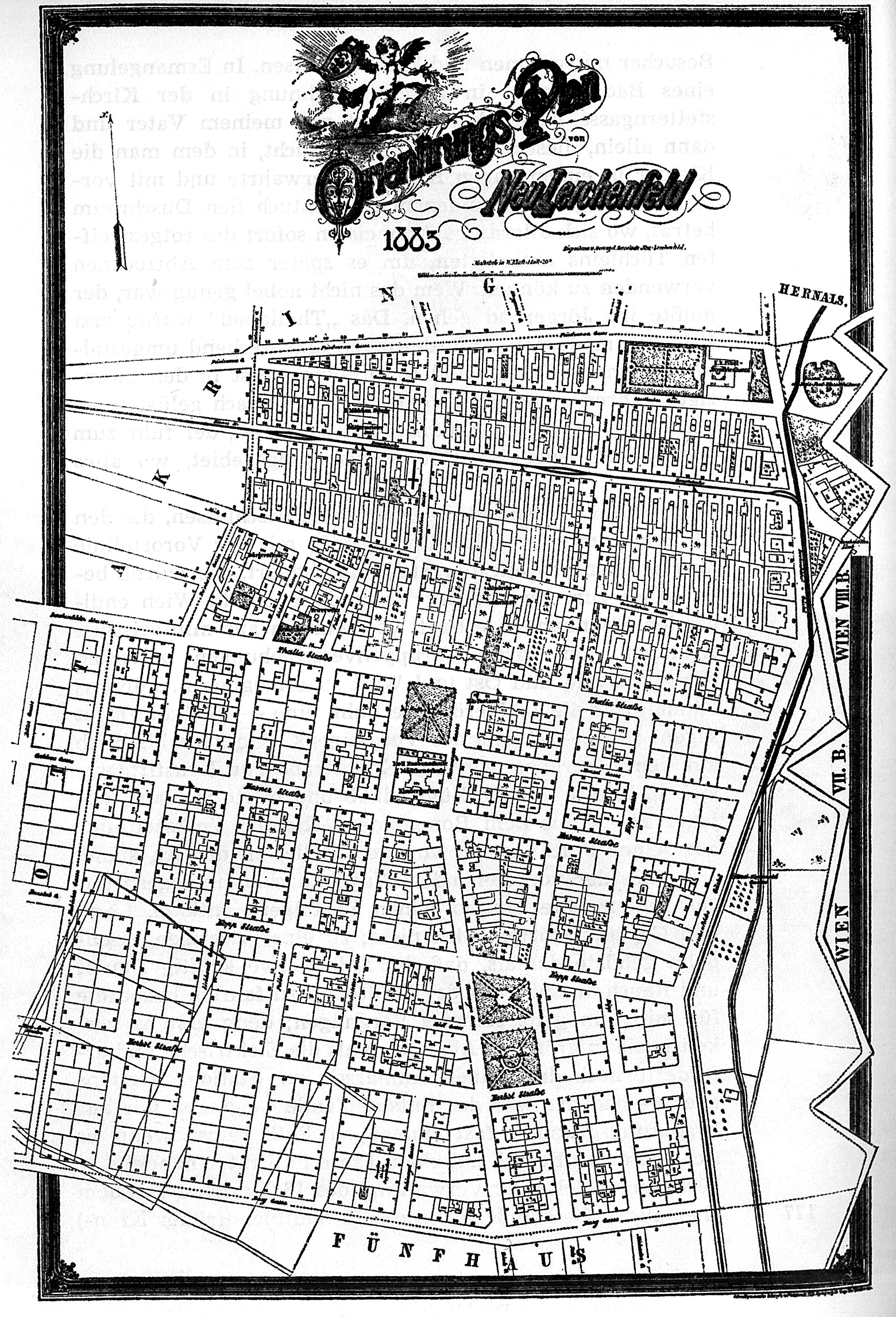
Plan von Neu-Lerchenfeld (1883)

Der Ort Neulerchenfeld wurde nach den Verheerungen der Zweiten Wiener Türkenbelagerung gegründet. Der älteste Teil Ottakrings mit seinen Gehöften um die Lamprechtskirche war 1683 völlig zerstört worden und wurde nicht mehr aufgebaut. Viele der Überlebenden siedelten sich nun näher an der schützenden Stadt an, weil sie sich inmitten der Wälder unsicher fühlten. Die neue Siedlung wurde zunächst Unter-Ottakring bzw. Unter-Ottakrün genannt, während für den alten Ortskern, die Altottakringer Siedlung am Fuß des Predigtstuhls, zeitweise auch Ober-Ottakring in Verwendung stand. Anders als bei anderen heutigen Wiener Bezirksteilen wie Ober- und Unter-St.-Veit oder Ober- und Unter-Döbling hat sich Ober- und Unter-Ottakring aber letztlich als geographische Bezeichnung nicht bleibend durchgesetzt. Vermutlich seit etwa 1703 war der Ort eine weiterhin der Grundherrschaft Stift Klosterneuburg unterstehende Einheit mit dem Namen Neulerchenfeld. Auf dem Lerchenfeld gab es aber noch andere Siedlungen. So gab es näher an der Stadt Wien eine Siedlung, für die der Name Altlerchenfeld aufgekommen war. Durch die Errichtung des Linienwalls 1704 wurden die beiden Siedlungen jedoch voneinander getrennt.
Der Ort entwickelte sich rasch. Waren es 1706 noch 25 Häuser, so wuchs der Ort bis 1732 auf 150 Häuser mit 3.000 Einwohnern an. Anfangs bestand der Ort aus drei Gassen (heute Gaullachergasse, Neulerchenfelder Straße und Grundsteingasse). Ein Gemeindehaus mit Spital, Armenhaus, Gericht und Nachtwächtern bestand schon früh in der Brunnengasse, übersiedelte jedoch nach 1786 in die Neulerchenfelder Straße 52. Zudem wurde in der Grundsteingasse ein Schulhaus errichtet. Auf Grund der Pestepidemie von 1713 wurde ein Pestfriedhof in der Nähe der heutigen Neulerchenfelder Pfarrkirche angelegt, der später zum Ortsfriedhof erweitert wurde. Der Friedhof bestand bis 1832, wurde dann an die Schmelz verlegt und 1888 endgültig aufgelassen.
Während das bäuerliche Dorf Ottakring nach dem Großbrand 1830 einen Aufschwung erlebte, war das Wachstum im handwerklich und kleingewerblich geprägten Neulerchenfeld auf Grund der fehlenden Flächen gering. Während des Revolutionsjahres 1848 verteidigte sich Neulerchenfeld zunächst erfolgreich, schließlich erstürmten die kaiserlichen Truppen aber am 29. Oktober den Ort. Einen Aufschwung erlebte die seit 1848 / 1849 keiner Grundherrschaft mehr unterstehende, nun selbstständige Gemeinde Neulerchenfeld insbesondere ab dem Jahr 1872. Von den benachbarten Gemeinden Fünfhaus, Rudolfsheim und Breitensee wurden Teile der Schmelz gekauft und mit Wohnbauten verbaut. Durch den Bauboom stieg die Anzahl der Einwohner Neulerchenfelds von 1850 bis 1890 von 6.218 auf 45.044 an. Der Ort wurde nun von mehrstöckigen Zinshäusern dominiert, nur 39 von 600 Häusern waren noch ebenerdig.
Nach der Eingemeindung der Wiener Vorstädte im Jahr 1850 wurden, nachdem Kaiser Franz Joseph I. 1888 dies in einer öffentlichen Rede urgiert hatte, die Vororte der Stadt 1890 mit Wirksamkeit vom 1. Jänner 1892 ebenfalls eingemeindet. Trotz des Widerstandes gegen die Eingemeindung wurden die Gemeinden Ottakring und Neulerchenfeld zum 16. Wiener Gemeindebezirk, Ottakring, vereint.

## Kultur und Sehenswürdigkeiten

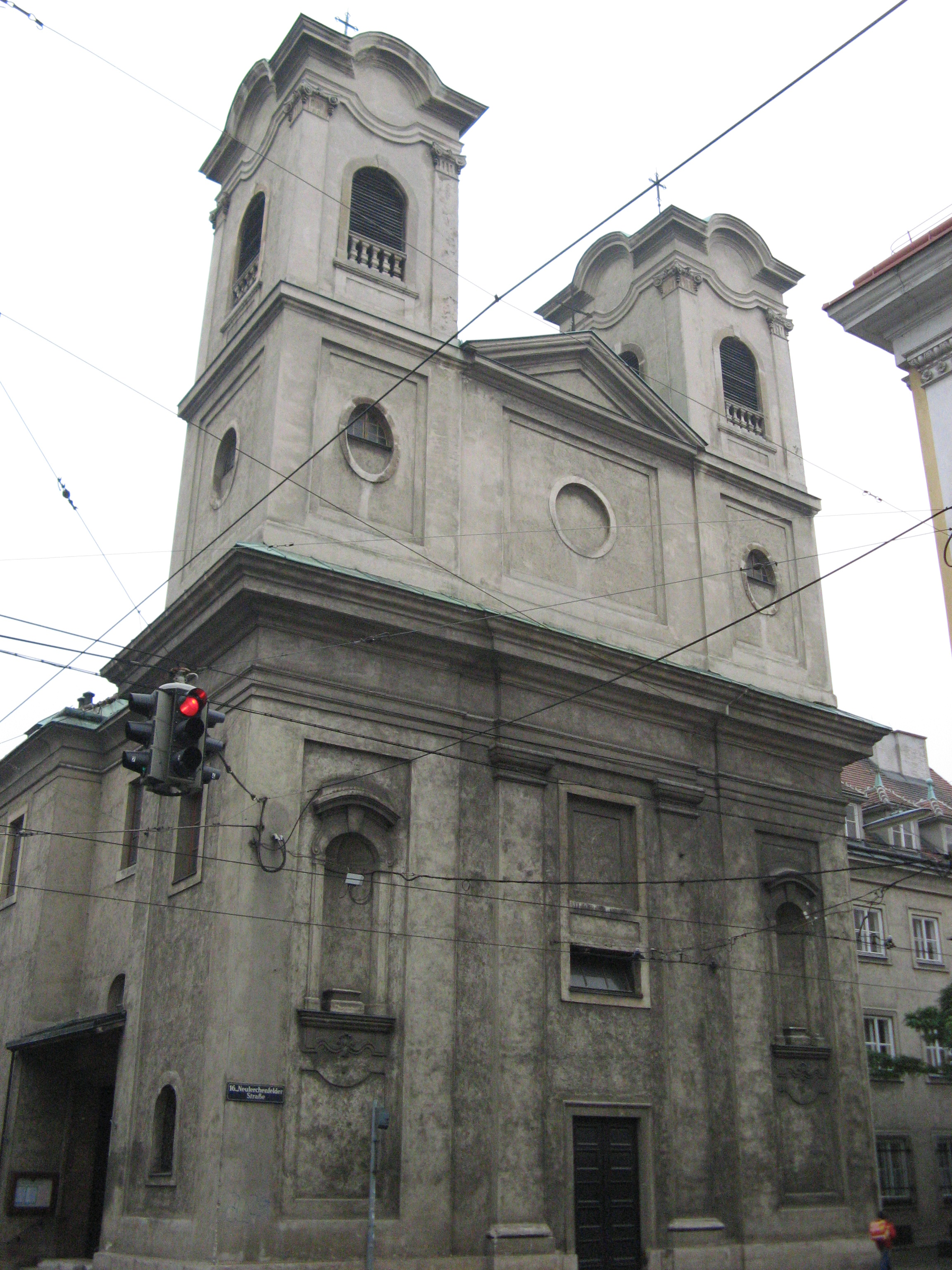
Neulerchenfelder Pfarrkirche

An Neulerchenfelder Straße (beim Eck um die alte Pfarrkirche) und Grundsteingasse sind einige Häuser von der Stadt Wien zur baulichen Schutzzone Neulerchenfeld zusammengefasst.
Die barocke, heute serbisch-orthodoxe Neulerchenfelder Pfarrkirche wurde 1733–1753 erbaut und 1757 der Schmerzhaften Mutter Gottes geweiht. Nach starken Beschädigungen durch Bomben erfolgte 1955 / 1956 der Wiederaufbau. Sie wurde 2013 von der römisch-katholischen Erzdiözese Wien aufgelöst und ein Jahr später von der serbisch-orthodoxen Gemeinde übernommen. Die römisch-katholische Pfarrkirche im Bezirksteil ist die schlichte Pfarrkirche Maria Namen, die 1974 fertiggestellt wurde. Die Kirche steht unter Denkmalschutz (Listeneintrag).
Architektonisch bemerkenswert ist die 1962 / 1963 errichtete Hauptschule in der Grundsteingasse 48, ein Werk des Architekten Ernst Lichtblau, die ebenfalls denkmalgeschützt ist (Listeneintrag).

## Wirtschaft und Infrastruktur
Während das benachbarte Ottakring zunächst ein Bauerndorf blieb, das insbesondere vom Weinbau lebte, war Neulerchenfeld vom Gartenbau geprägt. Obst und Kräuter wurden auf den umliegenden Märkten verkauft. Zudem ließen sich im Ort Handwerker nieder. In der zweiten Hälfte des 18. Jahrhunderts gewann in Neulerchenfeld aber das Schankgewerbe immer mehr an Bedeutung. Da innerhalb des Linienwalls die so genannte Verzehrungssteuer, eine Art Umsatzsteuer auf Lebensmittel, eingehoben wurde, außerhalb aber nicht, konnten die Vororte ihre Produkte billiger anbieten; zudem lag Neulerchenfeld im Gegensatz zu anderen Orten nahe am Linienwall und war von den Vorstädtern leichter zu erreichen. In 103 von 150 Häusern gab es zu dieser Zeit eine Gasthauskonzession, 86 übten sie ständig aus. Viele der Gasthäuser beherbergten dabei aber nicht mehr als drei bis vier Tische mit Bänken. Um 1800 bezeichnete der Lokalhistoriker Franz Anton de Paula Gaheis Neulerchenfeld als des heiligen Römischen Reiches größtes Wirtshaus. An dieses Image des Vergnügungsviertels knüpfte der Kabarettist Helmut Qualtinger 1952 an, als er in einem sehr erfolgreichen Dialektlied mit dem Titel „Der g’schupfte Ferdl“ (Text und Musik von Gerhard Bronner) von einer Rauferei „beim Thumser drauß'd in Neulerchenfeld“ sang, einer Tanzschule in der Neulerchenfelder Straße 14.

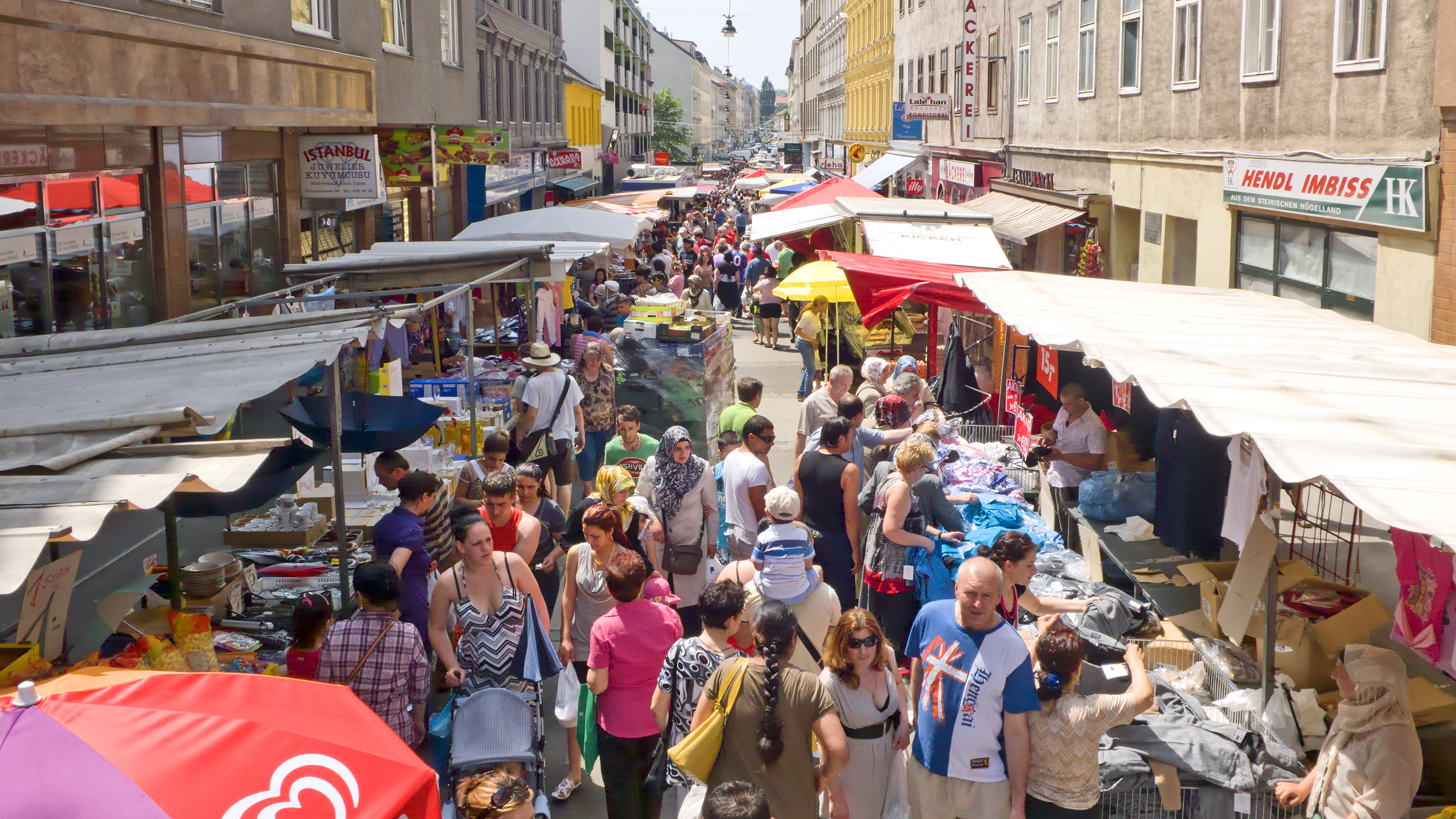
Brunnenmarkt

Zu Beginn des 18. Jahrhunderts siedelten sich in Neulerchenfeld auch immer mehr Arbeiter an, die in den Textilbetrieben des heutigen 3. Bezirks arbeiteten und in Neulerchenfeld günstiger wohnen konnten. Die große Industrialisierung des Ortes blieb jedoch auf Grund des Platzmangels aus. 1862 gab es erst drei Fabriken (Pappe-, Kerzen- und Instrumentenfabrik), wobei die sogenannten Fabriken meist kleine Werkstätten waren. Vielmehr blieb die Anzahl der Gaststätten immer noch erheblich, zudem entwickelte sich im Bereich des heutigen Gürtels ein kleiner Prater.
Seit 1786 besteht im Norden von Neulerchenfeld der Brunnenmarkt, der nach dem Naschmarkt zweitgrößte Detailmarkt in Wien. Die Gegend um den Brunnenmarkt wird heute gerne Brunnenviertel genannt.
Die Volkshochschule Ottakring am Ludo-Hartmann-Platz geht auf das 1901 gegründete Volksheim Ottakring zurück, das besonders im „Roten Wien“ der Zwischenkriegszeit eine kulturell und politisch wichtige Rolle einnahm. Im Gebäude des 1884 / 1885 errichteten ehemaligen Kronprinzessin Stephanie-Spitals in Neulerchenfeld befindet sich eine Musikschule der Stadt Wien.

## Persönlichkeiten
- Ferdinand Mathias Baldia (1818–1869), Gemeinderat in Ottakring
- Josef Baldia (1845–1912), Architekt
- Johann Dubez (1828–1891), Komponist und Musiker
- Joseph Leitgeb (1732–1811), Hornist
- Michael Pamer (1782–1827), Komponist und Musiker
- Maurus Schinnagl (1800–1871), römisch-katholischer Schulmann
- Johann Schrammel (1850–1893), Komponist und Musiker